# Angustia (film din 1987)
Angustia (titlu: Anguish) este un film slasher din 1987 regizat de Bigas Luna. Rolurile principale sunt interpretate de actorii Zelda Rubinstein, Michael Lerner și Talia Paul.

## Actorii
- Zelda Rubinstein - Alice Pressman, mama
- Michael Lerner - John Pressman
- Talia Paul - Patty
- Angel Jove - Ucigașul
- Clara Pastor - Linda
- Isabel Garcia Lorca - Caroline
- Nat Baker - Teaching Doctor
- Edward Ledden - Doctor
- Gustavo Gili - Student #1